# Западен Менло Парк
Западен Менло Парк (на английски: West Menlo Park) е населено място в окръг Сан Матео, района на залива на Сан Франциско, щата Калифорния, САЩ.

## Население
Има население от 3629 души.

## География
Общата площ на Западен Менло Парк е 1,3 км2 (0,5 мили2).
1. ↑  data.census.gov //   Посетен на 1 януари 2022 г.